# Hotel Mario
Hotel Mario es un videojuego de rompecabezas desarrollado por Fantasy Factory y publicado por Philips Interactive Media en formato CD-i el 5 de abril de 1994. El jugador controla a Mario, quien debe encontrar a la Princesa Toadstool pasando por siete hoteles en el Reino Champiñón; cada hotel está dividido en etapas y el objetivo es cerrar todas las puertas en cada etapa. Cada hotel termina en una pelea de jefe con uno de los Koopalings de Bowser, que culmina en una batalla con Bowser.
Hotel Mario fue uno de los cuatro juegos con personajes de Nintendo publicados para el CD-i; los otros eran tres juegos de Legend of Zelda. Otro juego de Mario, Super Mario's Wacky Worlds, nunca se lanzó, mientras que se planeó un tercer juego, Mario Takes America, pero finalmente se canceló. Nintendo obtuvo la licencia de los personajes después de no seguir adelante con un acuerdo para que Philips creara un complemento en CD-ROM para la Super Nintendo.
Hotel Mario recibió inicialmente críticas mixtas; los críticos sintieron que era divertido pero no tenía un atractivo duradero. Ha sido descrito retrospectivamente como uno de los peores videojuegos, recibiendo críticas por su mecánica de juego de cierre de puertas, controles que no responden, actuación de voz y escenas de video en movimiento completo.

## Jugabilidad
Hotel Mario es un videojuego de rompecabezas de pantalla única. Controlando a Mario, o a su hermano Luigi en el modo de dos jugadores, el jugador debe buscar en el Klub Koopa Resort para la Princesa Toadstool, que ha sido secuestrada por Bowser.
El juego consta de siete hoteles, cada uno de los cuales cuenta con varias etapas. El jugador debe cerrar todas las puertas del escenario subiendo y bajando ascensores y evitando a los enemigos. Mario puede pisar a la mayoría de enemigos, como en juegos anteriores, pero algunos hay que evitarlos cambiando de piso o entrando por una puerta abierta. Al final de cada hotel, el jugador se involucra en una pelea de jefe con un Koopaling; en el hotel final, el jugador lucha contra Bowser. El juego presenta varios potenciadores: el Super champiñón le permite a Mario recibir múltiples golpes, el Star Man lo hace temporalmente invencible y la Flor de Fuego le permite lanzar bolas de fuego.

## Trama
Mario y Luigi llegan al Reino Champiñón después de haber sido invitados a un pícnic por la Princesa Toadstool, solo para descubrir que Bowser se ha apoderado del reino y lo ha rebautizado como «Klub Koopa Resort». Mario descubre en una carta que les dejó Bowser que él y sus Koopalings han convertido el reino en su centro vacacional personal y que han establecido siete hoteles diferentes que actúan como sus bases de operaciones. Junto con esto, Bowser secuestró a la princesa Toadstool y la encarceló en uno de los hoteles como «invitada permanente». Luego, Mario y Luigi se aventuran en el Reino Champiñón con la ayuda del jugador.
Mientras Mario y Luigi continúan su búsqueda, derrotan a los Koopalings junto con sus hoteles, como el Morton's Wood Door Hysteria Hotel; Hotel HardBrick de Roy; Hotel Chillton de Larry; Lemmy's High-ate Regency Hotel; Ludwig's Thump Castle Hotel; y Wendy's Blitz Snarlton Hotel. En el camino, logran rescatar a la princesa cada vez, sólo para ser recapturada inmediatamente. Mario y Luigi llegan al hotel Seizures Palace de Bowser, donde luchan por primera vez contra Iggy (que trabaja en el hotel de Bowser en lugar de dirigir el suyo propio) antes de enfrentarse y derrotar al propio Bowser. Luego, Mario, Luigi y la princesa huyen del hotel cuando éste cae a escombros, lo que provoca que se restablezca la paz en el Reino Champiñón. La Princesa Toadstool agradece a Mario y Luigi por liberar el reino y les da un beso antes de agradecer personalmente al jugador. Mientras el trío camina hacia el atardecer, se despiden del jugador y le agradecen sus contribuciones.

## Desarrollo
Debido a la creciente popularidad de los discos compactos (CD), que permitirían juegos electrónicos más grandes, Nintendo estaba interesada en ingresar a este mercado. En 1988, la compañía firmó un contrato con Sony para llevar a cabo dos proyectos: un accesorio basado en CD para el planeado Super Nintendo Entertainment System (SNES) y un dispositivo Sony que ejecutaría cartuchos SNES y juegos basados en CD, denominado «Play Station». Este último pronto se convertiría en el proyecto estrella de la división interna de juegos de Sony; sin embargo, al mismo tiempo, Nintendo estaba trabajando con otra empresa: Philips. En aquel momento, la empresa era el mayor fabricante de productos electrónicos de Europa y uno de los pioneros en la tecnología de CD. Howard Lincoln y Minoru Arakawa de Nintendo iniciaron un acuerdo con Philips para producir un periférico basado en CD para SNES. Sony desconocía este acuerdo y siguió avanzando en el proyecto de Play Station.
En el Consumer Electronics Show de 1991, Nintendo decidió, la víspera de su anuncio en la feria, que su acuerdo con Sony cedía demasiado control a la compañía, y Lincoln reveló los planes de Nintendo con Philips para crear el periférico, dejando a Sony «enojada». Sony acabó apoyando el periférico de Sega, el Sega CD, desarrollando juegos para la plataforma. A finales de 1993, Nintendo anunció que abandonaba por completo los planes para el periférico. Como parte de la disolución de ese contrato, Nintendo permitió a Philips utilizar algunos de sus personajes en su consola, la CD-i, dando como resultado tres juegos de la serie The Legend of Zelda y Hotel Mario. Otro juego de la serie Mario, Super Mario's Wacky Worlds, fue cancelado cuando aún era un prototipo. Nintendo no participó en el desarrollo de los juegos; en cambio, fueron creados por desarrolladores sin experiencia.
Hotel Mario fue desarrollado por Fantasy Factory. Los desarrolladores y evaluadores tendían a ser mayores; la artista de fondo Trici Venola señaló que uno de los evaluadores «ya había dejado de jubilarse». Debido a que el público objetivo de niños tendría reflejos más rápidos, el juego fue diseñado para jugar bien para los evaluadores y luego volverse más rápido. Hotel Mario utiliza escenas FMV producidas por el estudio de animación ruso-estadounidense Animation Magic para contar su historia. Este es el mismo estudio que desarrolló y animó los tres juegos de Zelda del CD-i. Sintiendo que una versión inicial era «mecánica» y «visualmente insulsa», Venola y el director de arte Jeff Zoern utilizaron elementos de Disney y J. R. R. Tolkien para mejorar el estilo visual. Las ilustraciones escénicas estaban compuestas por varios bloques, cada uno con un detalle. El primer elemento que Venola creó para todos los hoteles fue la puerta. Cada edificio tardó una semana en completarse y fue diseñado con un tema específico; por ejemplo, el hotel de Bowser presenta una arquitectura gótica. Para el doblaje, Marc Graue proporcionó las voces de Mario, Luigi y Bowser, mientras que Princess Toadstool fue interpretada por Jocelyn Benford.

## Recepción
Hotel Mario recibió inicialmente críticas mixtas. Electronic Gaming Monthly elogió su juego como simple pero adictivo. GamePro dijo que el juego era divertido pero rápidamente se volvió aburrido y afirmó que «los únicos aspectos intrigantes de este juego son las secuencias animadas bien diseñadas». Video Games: The Ultimate Gaming Magazine solo le dio al juego un 7 sobre 10, pero reconoció su dificultad. La revista española Superjuegos elogió la sencilla mecánica del juego y lo recomendó a los propietarios de CD-i.
Desde entonces, Hotel Mario ha sido descrito como uno de los peores juegos de Mario. Levi Buchanan de IGN dijo que si bien era superior a los juegos The Legend of Zelda de Philips, cerrar puertas no era «un gancho lo suficientemente fuerte para un juego completo», y J.C. Fletcher de Joystiq ridiculizaron la trama: «Aparentemente, Bowser ha conspirado nefastamente para que sus subordinados abran puertas en... sus propios hoteles, desperdiciando así aire acondicionado y aumentando su propia factura de electricidad. Mario y Luigi deben cerrar heroicamente todas las puertas y salvar a su archienemigo de que sus pasillos se enfríen demasiado». GamesRadar lo describió como «basura», y Eurogamer como «poco más que una versión realmente basura de Elevator Action». Los controles han sido criticados por no responder.
Las escenas han sido ampliamente criticadas. 1UP.com las describió como «francamente aterradoras», e IGN los llamó «abismales», parecidos a «un mal libro animado de imágenes impresas con Microsoft Paint». Joystiq los describió como «animaciones amateur, de colores estridentes, temblorosas y con zoom aleatorio». La actuación de voz también fue criticada; tanto 1UP.com como IGN encontraron que la actuación del actor de voz de Mario, Marc Graue, no encajaba bien con el personaje y carecía de la alegría del artista de voz de Mario en ese momento, Charles Martinet. Danny Cowan de 1UP escribió: «Mario suena más como el abuelo ex fumador de alguien que intenta imitar a un sicario de la mafia... El diálogo pretende sonar divertido, pero las voces de los personajes implican actos de amenaza y odio». En 2008, IGN nombró a Hotel Mario como uno de los diez peores juegos de Mario. En 2017, GamesRadar clasificó a Hotel Mario en el puesto 48 en su lista de «Los 50 peores juegos de todos los tiempos»,